# Giovanni Pettenella
Giovanni Pettenella (Caprino Veronese, 28 maart 1943 - Milaan, 19 februari 2010) was een Italiaans wielrenner.
Pettenella won tijdens de  Olympische Zomerspelen 1964 de gouden medaille op de sprint en de zilveren medaille op de 1km tijdrit. In 1968 won Pettenella de bronzen medaille op de wereldkampioenschappen sprint bij de profs.

## Resultaten
| Jaar | WK                  | Olympische Zomerspelen | Middellandse Zeespelen |
| ---- | ------------------- | ---------------------- | ---------------------- |
| 1963 |                     |                        | tandem                 |
| 1964 |                     | sprint · 1km tijdrit   |                        |
| 1968 | sprint bij de profs |                        |                        |

1896: Paul Masson ·
1900: Albert Taillandier ·
1920: Maurice Peeters ·
1924: Lucien Michard ·
1928: Roger Beaufrand ·
1932: Jacques van Egmond ·
1936: Toni Merkens ·
1948: Mario Ghella ·
1952: Enzo Sacchi ·
1956: Michel Rousseau ·
1960: Sante Gaiardoni ·
1964: Giovanni Pettenella ·
1968: Daniel Morelon ·
1972: Daniel Morelon ·
1976: Anton Tkáč ·
1980: Lutz Heßlich ·
1984: Mark Gorski ·
1988: Lutz Heßlich ·
1992: Jens Fiedler ·
1996: Jens Fiedler ·
2000: Marty Nothstein ·
2004: Ryan Bayley ·
2008: Chris Hoy · 
2012: Jason Kenny · 
2016: Jason Kenny · 
2020: Harrie Lavreysen · 
2024: Harrie Lavreysen